# マーサ、あるいはマーシー・メイ
『マーサ、あるいはマーシー・メイ』（原題: Martha Marcy May Marlene）は、ショーン・ダーキン監督、エリザベス・オルセン、ジョン・ホークス、サラ・ポールソン、ヒュー・ダンシー出演の2011年のアメリカ合衆国のドラマ映画である。

## ストーリー
カルト団体との共同生活から逃げ出してきたマーサ（エリザベス・オルセン）が、日常へ戻ってもなおその恐怖に悩まされる。

## キャスト
| 役名       | 俳優                     | 日本語吹替 |
| ---------- | ------------------------ | ---------- |
| マーサ     | エリザベス・オルセン     | 木下紗華   |
| パトリック | ジョン・ホークス         | 田中正彦   |
| ルーシー   | サラ・ポールソン         | 山像かおり |
| テッド     | ヒュー・ダンシー         | 坂詰貴之   |
| ワッツ     | ブラディ・コーベット     | 間宮康弘   |
| マックス   | クリストファー・アボット | 松本忍     |
| ケイティ   | マリア・ディッツィア     | 加藤優子   |
| サラ       | ジュリア・ガーナー       | 渋谷はるか |
| ゾーイ     | ルイーザ・クラウゼ       | 中村千絵   |

## 公開
2011年1月、サンダンス映画祭でプレア上映され、ダーキンは監督賞を受賞した。5月には第64回カンヌ国際映画祭のある視点部門、さらに9月11日には第36回トロント国際映画祭で上映された。アメリカ合衆国では2011年10月21日に限定公開された。
DVDとBlu-rayは2012年2月21日に20世紀フォックスホームエンターテインメントより発売された。

## 評価
Rotten Tomatoesでは184件のレビューで支持率は90%となった。

### 受賞とノミネート
| 賞                                         | 部門                               | 対象 | 結果       |
| ------------------------------------------ | ---------------------------------- | --- | ---------- |
| 女性映画ジャーナリスト同盟                 | ブレイクスルー演技賞               | エリザベス・オルセン | 受賞       |
| 女性映画ジャーナリスト同盟                 | 助演男優賞                         | ジョン・ホークス | ノミネート |
| オースティン映画批評家協会賞               | 作品賞                             | 『マーサ、あるいはマーシー・メイ』 | ノミネート |
| ボストン映画批評家協会賞                   | 新人映画作家賞                     | ショーン・ダーキン | 受賞       |
| 放送映画批評家協会賞                       | 主演女優賞                         | エリザベス・オルセン | ノミネート |
| セントラル・オハイオ映画批評家協会賞       | 主演女優賞                         | エリザベス・オルセン | 受賞       |
| セントラル・オハイオ映画批評家協会賞       | ブレイクスルー監督・脚本家賞       | ショーン・ダーキン | ノミネート |
| セントラル・オハイオ映画批評家協会賞       | ブレイクスルー俳優賞               | エリザベス・オルセン | ノミネート |
| シカゴ映画批評家協会賞                     | 有望映画作者賞                     | ショーン・ダーキン | 受賞       |
| シカゴ映画批評家協会賞                     | 有望俳優賞                         | エリザベス・オルセン | 受賞       |
| シカゴ映画批評家協会賞                     | 主演女優賞                         | エリザベス・オルセン | ノミネート |
| シカゴ映画批評家協会賞                     | オリジナル脚本賞                   | ショーン・ダーキン | ノミネート |
| クロトゥルーディス賞                       | 監督賞                             | ショーン・ダーキン | ノミネート |
| クロトゥルーディス賞                       | 主演女優賞                         | エリザベス・オルセン | ノミネート |
| クロトゥルーディス賞                       | 助演男優賞                         | ジョン・ホークス | ノミネート |
| クロトゥルーディス賞                       | オリジナル脚本賞                   | ショーン・ダーキン | ノミネート |
| デンバー映画批評家協会賞                   | 主演女優賞                         | エリザベス・オルセン | ノミネート |
| デンバー映画批評家協会賞                   | ブレイクアウト・スター賞           | エリザベス・オルセン | ノミネート |
| デトロイト映画批評家協会賞                 | ブレイクスルー演技賞               | エリザベス・オルセン | ノミネート |
| フロリダ映画批評家協会賞                   | ポーリン・ケール・ブレイクアウト賞 | エリザベス・オルセン | 受賞       |
| ゲント国際映画祭                           | 特別賞                             | エリザベス・オルセン | 受賞       |
| ゲント国際映画祭                           | グランプリ（作品賞）               | ショーン・ダーキン | ノミネート |
| ゴッサム・インディペンデント映画賞         | アンサンブル・キャスト演技賞       | エリザベス・オルセン、ジョン・ホークス、サラ・ポールソン、 ヒュー・ダンシー、ルイーザ・クラウゼ、ジュリア・ガーナー、 ブラディ・コーベット、マリア・ディッツィア、クリストファー・アボット | ノミネート |
| ゴッサム・インディペンデント映画賞         | ブレイクスルー俳優賞               | エリザベス・オルセン | ノミネート |
| ゴッサム・インディペンデント映画賞         | ブレイクスルー監督賞               | ショーン・ダーキン | ノミネート |
| インディペンデント・スピリット賞           | 主演女優賞                         | エリザベス・オルセン | ノミネート |
| インディペンデント・スピリット賞           | 第一回作品賞                       | 『マーサ、あるいはマーシー・メイ』 | ノミネート |
| インディペンデント・スピリット賞           | 助演男優賞                         | ジョン・ホークス | ノミネート |
| インディペンデント・スピリット賞           | ピアジェ・プロデューサー賞         | ジョシュ・モンド | ノミネート |
| インディアナ映画批評家協会賞               | 主演女優賞                         | エリザベス・オルセン | 受賞       |
| ロサンゼルス映画批評家協会賞賞             | ニュージェネレーション賞           | ショーン・ダーキン、アントニオ・カンポス、ショーン・ダーキン、ジョシュ・モンド | 受賞       |
| オンライン映画批評家協会賞                 | 編集賞                             | Zachary Stuart-Pontier | ノミネート |
| オンライン映画批評家協会賞                 | 主演女優賞                         | エリザベス・オルセン | ノミネート |
| オンライン映画批評家協会賞                 | オリジナル脚本賞                   | ショーン・ダーキン | ノミネート |
| オンライン映画批評家協会賞                 | 助演男優賞                         | ジョン・ホークス | ノミネート |
| フェニックス映画批評家協会賞               | 主演女優賞                         | エリザベス・オルセン | 受賞       |
| フェニックス映画批評家協会賞               | 助演男優賞                         | ジョン・ホークス | ノミネート |
| サンディエゴ映画批評家協会賞               | 主演女優賞                         | エリザベス・オルセン | ノミネート |
| サテライト賞                               | 映画主演女優賞                     | エリザベス・オルセン | ノミネート |
| セントルイス映画批評家協会賞               | 主演女優賞                         | エリザベス・オルセン | ノミネート |
| セントルイス映画批評家協会賞               | 助演男優賞                         | ジョン・ホークス | ノミネート |
| サンダンス映画祭                           | 監督賞（ドラマ部門）               | ショーン・ダーキン | 受賞       |
| サンダンス映画祭                           | 審査員大賞（ドラマ部門）           | ショーン・ダーキン | ノミネート |
| トロント映画批評家協会賞                   | 主演女優賞                         | エリザベス・オルセン | ノミネート |
| トロント映画批評家協会賞                   | Best First Feature                 | ショーン・ダーキン | ノミネート |
| バンクーバー映画批評家協会賞               | 主演女優賞                         | エリザベス・オルセン | ノミネート |
| ヴィレッジ・ヴォイス・フィルム・ポーリング | 主演女優賞                         | エリザベス・オルセン | ノミネート |
| ワシントンD.C.映画批評家協会賞             | 主演女優賞                         | エリザベス・オルセン | ノミネート |
| ワシントンD.C.映画批評家協会賞             | 助演男優賞                         | ジョン・ホークス | ノミネート |